# Macropoliana asirensis
Macropoliana asirensis är en fjärilsart som beskrevs av Edward P. Wiltshire 1980. Macropoliana asirensis ingår i släktet Macropoliana och familjen svärmare. Inga underarter finns listade i Catalogue of Life.